# 布维耶尔
布维耶尔（法語：Bouvières，法語發音：[buvjɛʁ]）是法国德龙省的一个市镇，属于迪镇区。

## 地理
布维耶尔（44°30'58"N, 5°12'56"E）面积25.05 平方千米，位于法国奥弗涅-罗讷-阿尔卑斯大区德龙省，该省份为法国东南部内陆省份，北起顺时针与伊泽尔省、上阿尔卑斯省、上普罗旺斯阿尔卑斯省、沃克吕兹省和阿尔代什省接壤。
与布维耶尔接壤的市镇（或旧市镇、城区）包括：绍德博讷、布尔多、克吕皮、居米亚讷、圣纳泽尔勒代塞尔、韦斯克。

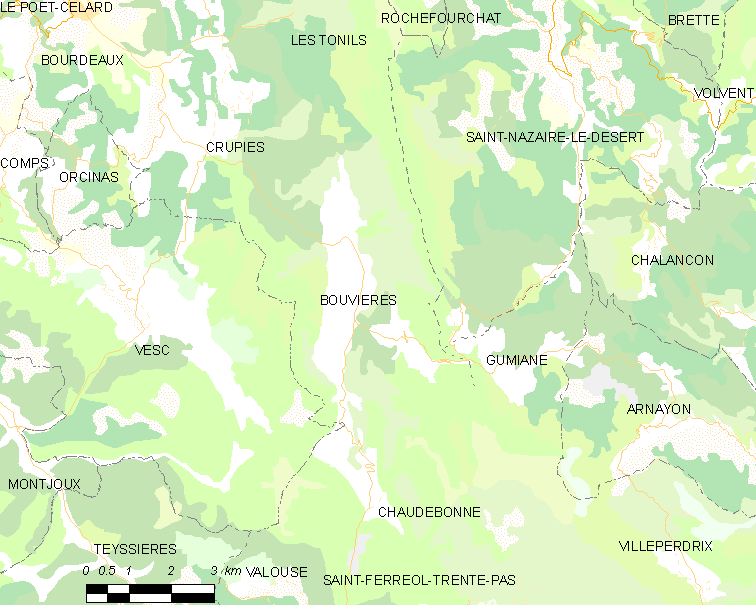
布维耶尔的OSM定位图

布维耶尔的时区为UTC+01:00、UTC+02:00（夏令时）。

## 行政
布维耶尔的邮政编码为26460，INSEE市镇编码为26060。

## 政治
布维耶尔所属的省级选区为迪约勒菲县。

## 人口

1962-2008年间布维耶尔人口变化图示

布维耶尔于2022年1月1日时的人口数量为149人。